# ジョゼ・エリ・デ・ミランダ
ジト（Zito）こと、ジョゼ・エリ・デ・ミランダ（José Ely de Miranda、1932年8月8日 - 2015年6月14日）は、ブラジル出身のサッカー選手。ポジションはミッドフィールダー（ボランチ）。

## 経歴
クラブ、代表の双方でペレと同時代にプレーし、多くのタイトルを獲得した。
サントスFCではサンパウロ州選手権10回、タッサ・サンパウロ5回、コパ・リベルタドーレスとインターコンチネンタルカップそれぞれ2回優勝。サントスFCでは通算733試合に出場して57ゴールを挙げた。
ブラジル代表ではワールドカップに3大会出場し、1958年大会、1962年大会で2大会連続優勝を果たした。中でも1962年大会ではチェコスロバキア代表との決勝戦で69分にヘディングによる逆転ゴールを挙げ、これが決勝点になった。
後年にはサントスFCの副会長も務めた。
2015年6月14日に永眠した。

## 代表歴
- ブラジル代表
  - 1958年 FIFAワールドカップ・スウェーデン大会（優勝、4試合出場）
  - 1962年 FIFAワールドカップ・チリ大会（優勝、6試合出場1得点）
  - 1966年 FIFAワールドカップ・イングランド大会（グループリーグ敗退、0試合出場）